# 斯圖拉迪蘭佐河

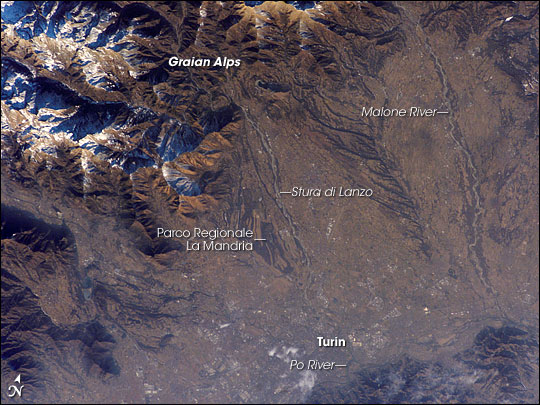

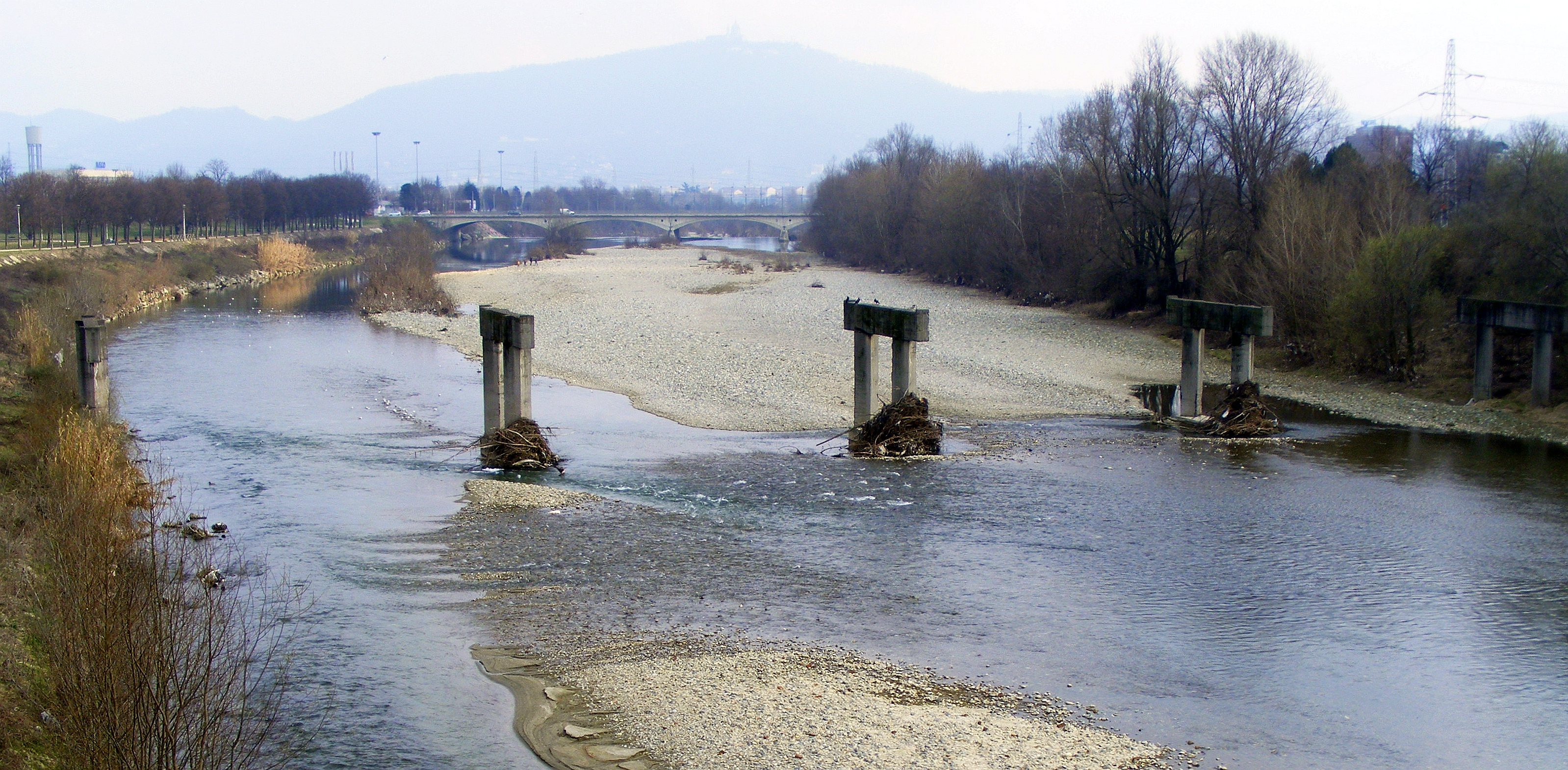

斯圖拉迪蘭佐河（意大利语：Stura di Lanzo，意为“兰佐的斯图拉河”）是意大利的河流，位於該國西北部，屬於波河的支流，河道全長69公里，流域面積885.9平方公里，平均流量每秒26.1立方米，河口處在都靈。
45°05′44″N 7°43′29″E / 45.0956°N 7.72472°E